# Gongrostylus
Gongrostylus é um género botânico pertencente à família Asteraceae.